# Rutylapa lucidistyla
Rutylapa lucidistyla är en tvåvingeart som beskrevs 1988 av Loïc Matile. Arten ingår i släktet Rutylapa och familjen platthornsmyggor. Arten är endemisk för Nya Kaledonien och inga underarter finns listade i Catalogue of Life.